# Monteiro
Monteiro este un oraș în Paraíba (PB), Brazilia.